# Anthony McPartlin
Anthony David McPartlin OBE (Newcastle upon Tyne, 18 de novembro de 1975) é um ator, cantor, comediante e apresentador de televisão inglês. 

## Carreira
Em 2009, McPartlin alcançou ampla exposição internacional quando, como apresentador do Britain's Got Talent, entrevistou Susan Boyle, cuja audição se tornaria o vídeo mais visto do ano no YouTube e cujo álbum quebraria recordes em dezenas de países.

## Vida pessoal
Em 22 de julho de 2006, McPartlin se casou a maquiadora Lisa Armstrong. O casal passou 11 anos juntos antes de anunciar a separação em 2018.
Em 7 de agosto de 2021, se casou com Anne-Marie Corbett, que anteriormente era sua assistente pessoal.